# Kriton (Bildhauer II)

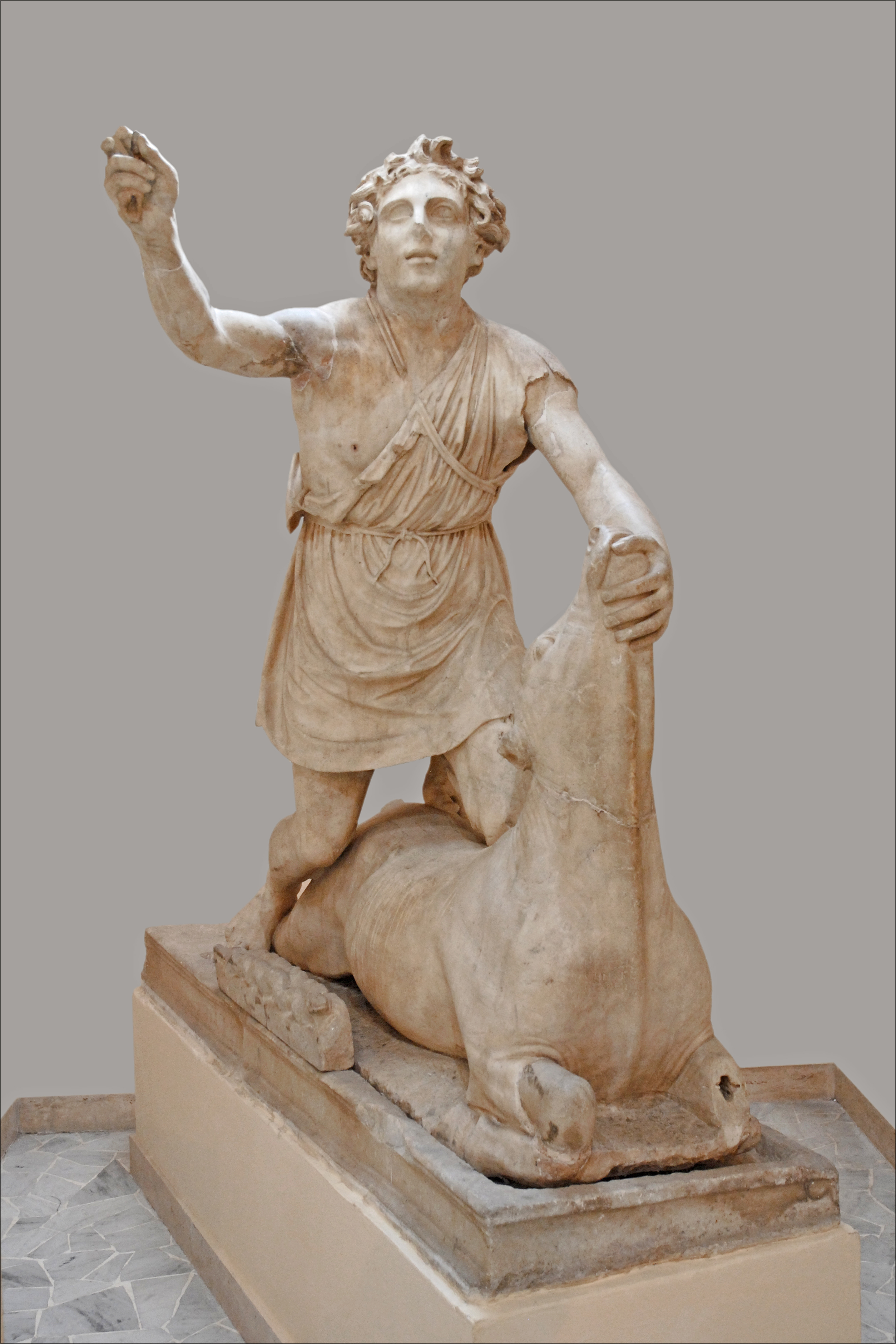
Stiertötungsgruppe des Kriton

Kriton (Κρίτων) war ein aus Athen stammender Bildhauer des 2. Jahrhunderts n. Chr.
Er ist nur bekannt durch seine Signatur (KRITΩΝ AΘHNAIOΣ EΠOIEI), die sich auf der Brust eines Stieres befindet, der von Mithras getötet wird. Diese fand sich im Mitreo delle Terme del Mitra in Ostia. Die Statue wird meist in das 2. Jahrhundert datiert. Andere Datierungen gehen davon aus, dass es sich um ein hellenistisches Original oder um ein Werk des 1. Jahrhunderts handelt, was jedoch aus religionsgeschichtlichen Gründen abwegig ist.

## Anmerkung
1. ↑  Heute im Museo Ostiense Inv. 149.